# فوتبال در مالت
فوتبال در مالت تحت نظارت فدراسیون فوتبال مالت اداره می‌شود و به دوران حکومت بریتانیا در اواسط قرن نوزدهم در مالت برمی‌گردد. در آن زمان، این ورزش برای انگلستان جدید بود و به عنوان وسیله‌ای برای سرگرمی سربازان مستقر در مالت که در پادگان‌های مختلف جزیره مستقر بودند، استفاده می‌شد. در سال ۱۸۶۳، یک انجمن فوتبال تشکیل شد که قوانین و مقررات مربوط به این ورزش در حال تغییر سریع را تنظیم می‌کرد، ورزشی که هنوز در مرحله مسابقات آماتوری بود و تا سال ۱۹۰۹ که قالب لیگ معرفی شد، به صورت غیرمجاز و غیر زمان‌بندی شده بازی می‌شد.
این انجمن مسئولیت اداره تیم ملی فوتبال مردان مالت، تیم ملی فوتبال زنان مالت و همچنین مدیریت لیگ‌های نیمه‌حرفه‌ای، لیگ برتر مالت، لیگ زنان مالت و جام‌های مربوط به تیم‌های باشگاهی را بر عهده دارد.

## تاریخچه
اولین قهرمانی مالت در فصل ۱۹۰۹–۱۹۱۰ به تیم فلووریانا تعلق گرفت. تعداد تیم‌ها در لیگ به‌طور منظم تغییر می‌کرد زیرا تیم‌ها تغییر مدیران، انصراف از لیگ و ورود تیم‌های جدید را تجربه می‌کردند. تا فصل ۱۹۳۹–۱۹۴۰، این لیگ نخستین و تنها لیگ در فوتبال مالت بود و به عنوان لیگ دسته اول مالت شناخته می‌شد. تیم‌های سلیما و فلووریانا بر فوتبال مالت تسلط داشتند و تا سال ۱۹۴۰ تمامی قهرمانی‌ها را به جز چهار قهرمانی از آن خود کردند. جام لیگ فوتبال مالت در فصل ۱۹۳۵ معرفی شد و تیم‌های سلیما و فلووریانا به تسلط خود بر این جام تا جنگ جهانی دوم ادامه دادند.
متأسفانه به‌دلیل جنگ جهانی دوم، لیگ مجبور به توقف شد زیرا بسیاری از بازیکنان مالت به دفاع از جزیره در اوایل دهه ۱۹۴۰ فراخوانده شدند، زمانی که آرشیپلاگ مالت به دلیل موقعیت استراتژیک خود در دریای مدیترانه به شدت درگیر درگیری‌های شمال آفریقا بود.
فعالیت لیگ به‌طور معمول در سال ۱۹۴۵ پس از پایان جنگ از سر گرفته شد و چهار تیم، از جمله سلیما و فلووریانا، به این لیگ پیوستند. با این حال، فرمت لیگ فوتبال مالت به زودی به یک فرمت چند لایه تغییر یافت که از فصل ۱۹۴۶ به کار گرفته شد. پایان درگیری‌های شمال آفریقا منجر به افزایش علاقه به فوتبال مالت شد و در دهه ۱۹۴۰ پانزده باشگاه برای پیوستن به اتحادیه فوتبال مالت ثبت‌نام کردند که در عرض ده سال اندازه باشگاه‌های ثبت‌نام شده دو برابر شد. بسیاری از نام‌های آشنا امروز به لیگ پیوستند، از جمله والهتا و هیبرنیانس.
علاقه به لیگ مالت در دهه‌های ۱۹۵۰، ۱۹۶۰ و ۱۹۷۰ ادامه داشت و پانزده باشگاه دیگر به لیگ پیوستند که شامل باشگاه بیرکیرکارا در سال ۱۹۵۰ نیز می‌شود. با این حال، هیبرنیانس و والهتا بودند که به خوبی به سلیما و فلووریانا چالش وارد کردند و هشت قهرمانی بین خود و سه جام لیگ کسب کردند.
دهه ۱۹۸۰ پایان تسلط سلیما و فلووریانا را به همراه داشت و چهار باشگاه در این دهه بیشترین افتخارات را کسب کردند. افتتاح استادیوم ملی جدید، تا کالی، ممکن است دلیل این تغییر باشد، با تغییرات گسترده در برنامه لیگ فوتبال مالت که با خانه جدید و تأثیرگذار فوتبال مالت همزمان شد. هیبرنیانس در سال‌های ۱۹۸۱ و ۱۹۸۲ قهرمان لیگ مالت شد، راباط آژاکس (تأسیس شده در ۱۹۳۰) در سال‌های ۱۹۸۵ و ۱۹۸۶ قهرمان شد، اما شگفتی واقعی از یکی از قدیمی‌ترین باشگاه‌های مالت، همرون اسپارتانز، که سه بار در سال‌های ۱۹۸۳، ۱۹۸۷ و ۱۹۸۸ لیگ را برد و پنج جام لیگ را کسب کرد، بود. فلووریانا در سال ۱۹۸۱ قهرمان لیگ شد، اما در فصل ۱۹۸۵ به لیگ دسته دوم مالت سقوط کرد.
دهه‌های اخیر قرن شاهد گسترش فرمت لیگ به چهار سطح بود و اکنون پنجاه باشگاه در لیگ ثبت‌نام شده‌اند. طیف وسیعی از باشگاه‌ها اکنون در سطح بالای لیگ مالت جوایز را به اشتراک می‌گذارند و به ایجاد یک لیگ فوتبال نیمه حرفه‌ای با کیفیت بالا و سرگرم‌کننده کمک می‌کنند. والهتا در دهه ۱۹۹۰ دوران طلایی خود را تجربه کرد و پنج قهرمانی و چهار جام لیگ را به دست آورد. فلووریانا که دوباره به روز شده بود، در سال ۱۹۹۳ قهرمان لیگ شد و دو جام لیگ دیگر را نیز کسب کرد، و سلیما، همرون اسپارتانز و هیبرنیانس نیز افتخارات قابل توجهی کسب کردند. همچنین در سال ۱۹۹۵ لیگ زنان مالت آغاز شد، ابتدا به صورت پنج نفره، اما به سرعت به فرم کامل ۱۱ نفره در آغاز هزاره گسترش یافت. لیگ دسته دوم نیز به‌طور موقت فعال بود، هرچند تعداد کم تیم‌ها باعث شد که این لیگ حفظ نشود، اما از سال ۲۰۰۸ تا ۲۰۱۷ برای چندین فصل بازگشت. هیبرنیانس در روزهای اولیه لیگ نیروی اصلی بود و از سال ۱۹۹۸ به مدت ۸ سال متوالی قهرمان شد.
در حال حاضر، تعدادی از باشگاه‌ها با منابع و قابلیت لازم برای کسب جام قهرمانی مردان، که اکنون به عنوان جام لیگ برتر مالت شناخته می‌شود، وجود دارند. بیرکیرکارا نیروی جدید قابل توجهی در لیگ مالت است که در سال ۲۰۰۰ اولین قهرمانی خود را کسب کرد و این تیم از بزرگ‌ترین شهر مالت به‌طور منظم افتخاراتی را از آن خود کرده و به تاریخ پیوسته است. سایر تیم‌هایی که تأثیر نسبتاً قابل توجهی داشته‌اند، زوریخ در دهه ۱۹۸۰ و والهتا در اواخر دهه ۱۹۹۰ بودند. بیرکیرکارا همچنین در لیگ زنان نامی برای خود دست و پا کرده و تعدادی از عناوین را به دست آورده و تسلط هیبرنیانس را از بین برده است. با این حال، تا فصل ۲۰۱۹/۲۰، هیبرنیانس به سرعت از رقابت‌های قهرمانی خارج شد و بیرکیرکارا در چهار فصل بعدی قهرمانان شکست ناپذیر بود!